# 摩士利足球會
摩士利足球會（Mossley Association Football Club），是一間來自英格蘭大曼徹斯特郡莫斯利的球會，在1912年採用白色球衣後暱稱為Lilywhites，他們目前是英格蘭全國第一級聯賽的成員並在Seel公園參加比賽，現時在英格蘭北部超級聯賽甲組西角逐。

## 外部連結
- 菲爾德足球會官方網站 （页面存档备份，存于）